# Moctobi Indijanci
Moctobi, maleno pleme iz Mississippija u kasnom 17.-tom stoljeću naseljeno na rijeci Pascagoula blizu Zaljeva, s ili u blizini plemena Biloxi, Capinans i Pascagoula, današnji okrug Jackson. Prvi puta spominjue ih Pierre Le Moyne d'Iberville 1699. O jeziku nije ništa poznato, dok Swanton i Sultzman smatraju da bi mogli biti ogranak Biloxija, i time članovi jezične porodice Siouan. Populaciju s ostala dva tri navedena plemena Mooney (1928) procjenjuje na 1,000 (1650). 

## Vanjske poveznice
- Moctobi Indian History